# Serie B 2022-2023 (pallacanestro maschile)
La Serie B 2022-2023, per ragioni di sponsorizzazioni Serie B Old Wild West 2022-2023, è stata la nona e ultima stagione come terzo livello del campionato italiano di pallacanestro maschile, il decimo sotto la gestione della nuova LNP.

## Stagione

### Novità
- College Borgomanero ha acquisito il titolo della Stella Azzurra Roma, rimanendo in Serie B.[1]
- Montecatiniterme bk. acquisisce il titolo della Stella Azzurra, vincente della Serie C Gold Lazio.[2]
- Robur et Fides Varese, in collaborazione con la Pallacanestro Varese, cambia denominazione in Campus Varese.[3]
- Brianza Casa Basket, prende il titolo dalla Nuova Pallacanestro Olginate e insieme alla Pallacanestro Bernareggio 99 diventa una nuova società.[4]
- La neonata Pallacanestro Firenze acquisisce il titolo sportivo di Pino Dragons Firenze.[5]
- La Pallacanestro Piacentina rinuncia all'A2, scambiando il titolo con la NPC Rieti.[6]
- La Juvecaserta acquisisce il titolo della neo promossa Busto Arsizio.[7]
- La Virtus Cassino, nonostante la retrocessione, acquisisce il titolo sportivo di Molfetta.[8]

### Formula
La Stagione regolare prevede quattro gironi da 16 squadre, turno di andata e ritorno. Al termine:
- le prime 4 di ogni girone accedono a 4 tabelloni playoff da 4 squadre ciascuno, su due turni. Le vincenti passano ad un concentramento in campo neutro, con girone all’italiana: al termine delle 3 gare, le prime due classificate sono promosse in A2 2023/2024.
- le squadre classificate dal 5º al 12º posto accedono ad un turno unico al meglio delle 5 gare (5-12, 6-11, 7-10, 8-9): le vincenti accedono alla nuova Serie B Nazionale, le altre si riposizionano in Serie B Interregionale.
- Scendono direttamente in Serie B Interregionale le squadre che al termine della stagione regolare si classificano dal 13º al 16º posto.

### Stagione
Il 12 gennaio 2023 la Pallacanestro Firenze comunica la rinuncia al prosieguo del campionato per problemi finanziari. La Federazione dispone l'esclusione dal campionato 2022-2023, imponendo alla società di iscriversi a campionati a libera partecipazione per la stagione 2023-2024. Annulla tutte le gare disputate fino al 12 gennaio portando il Girone C a 15 partecipanti. Tutti i giocatori e membri dello staff tesserati dalla società vengono automaticamente svincolati.

## Girone A

### Squadre
| Squadra               | Stagione | Città                  | Palazzetto                | Stagione precedente                                                  |
| --------------------- | -------- | ---------------------- | ------------------------- | -------------------------------------------------------------------- |
| Langhe Roero          | ...      | Alba                   | Pala 958 Santero          | 7º posto in Serie B Girone A                                         |
| College Borgomanero   | ...      | Borgomanero            | PalaDonBosco              | 16º posto in Serie B Girone A                                        |
| Junior Casale         | ...      | Casale Monferrato      | PalaFerraris              | 2º posto in Serie C Gold Piemonte, promossa ai playoff               |
| B. Gallarate          | ...      | Gallarate              | Pala Esse Solar           | 1º posto in Serie C Gold Lombardia Girone Verde, promossa ai playoff |
| Legnano Basket        | ...      | Legnano                | PalaBorsani (Castellanza) | 4º posto in Serie B Girone A                                         |
| Pielle Livorno        | ...      | Livorno                | PalaMacchia               | 9º posto in Serie B Girone A                                         |
| Libertas Livorno 1947 | ...      | Livorno                | PalaMacchia               | 8º posto in Serie B Girone A                                         |
| Pall. Montecatini     | ...      | Montecatini Terme      | PalaTerme                 | 2º posto in Serie C Gold Toscana                                     |
| Herons Montecatini    | ...      | Montecatini Terme      | PalaTerme                 | 1º posto in Serie C Gold Toscana, promossa ai playoff                |
| Oleggio Basket        | ...      | Oleggio                | Palazzetto (Vanzaghello)  | 13º posto in Serie B Girone A                                        |
| Fulgor Omegna         | ...      | Omegna                 | PalaBattisti (Verbania)   | 3º posto in Serie B Girone A                                         |
| Omnia Pavia           | ...      | Pavia                  | PalaRavizza               | 5º posto in Serie B Girone A                                         |
| Golfo Piombino        | ...      | Piombino               | Palasport Tenda           | 6º posto in Serie B Girone A                                         |
| Sangiorgese Basket    | ...      | San Giorgio su Legnano | PalaBertelli              | 14º posto in Serie B Girone A                                        |
| Campus Varese         | ...      | Varese                 | Centro Sportivo Campus    | 10º posto in Serie B Girone A                                        |
| Pall. Vigevano        | ...      | Vigevano               | PalaBasletta              | 2º posto in Serie B Girone A                                         |

### Allenatori e primatisti
| Squadra            | Allenatore          | Capitano           | Cestista più presente                                     | Miglior marcatore          |
| ------------------ | ------------------- | ------------------ | --------------------------------------------------------- | -------------------------- |
| Alba               | Luca Jacomuzzi      |                    | Ivan Mobio Valerio Longo Haward Obakhavbaye (30)          | Matteo Corgnati (395)      |
| Borgomanero        | Stefano Di Cerbo    |                    | 5 giocatori (30)                                          | Daniele Benzoni (451)      |
| Casale             | Davide Cristelli    | Giulio Raiteri     | Giulio Raiteri (30)                                       | Manuel Saladini (355)      |
| Gallarate          | Stefano Gambaro     | Luca Ciardiello    | Federico De Bettin Federico Passerini Andrea Filippi (30) | Shaquille Hidalgo (393)    |
| Legnano            | Riccardo Eliantonio | Juan Marcos Casini | 5 giocatori (30)                                          | Michael Sacchettini (417)  |
| Pall. Livorno      | Marco Cardani       | Andrea Piazza      | Giovanni Lenti Gian Paolo Almansi Modou Diouf (30)        | Giovanni Lenti (372)       |
| Libertas Livorno   | Marco Andreazza     | Francesco Forti    | 4 giocatori (30)                                          | Jacopo Lucarelli (362)     |
| Montecatini        | Agostino Origlio    | Fernando Marengo   | Fernando Marengo Bruno Duranti Luca Infante (30)          | Marco Laganà (398)         |
| Herons Montecatini | Federico Barsotti   | Marco Giancarli    | Antonio Lorenzetti Daniele Dell'uomo Marco Giancarli (30) | Adrián Chiera (340)        |
| Oleggio            | Gianni Nava         | Olivier Giacomelli | Matteo Maruca Andrea Colussa Omar Seck (30)               | Matteo Maruca (525)        |
| Omegna             | Daniele Quilici     | Jacopo Balanzoni   | Nikola Markovic Leonardo Marini (30)                      | Nikola Markovic (379)      |
| Pavia              | Alberto Mazzetti    | Riccardo Coviello  | Francesco Oboe (30)                                       | Francesco Oboe (335)       |
| Piombino           | Damiano Cagnazzo    | Camillo Bianchi    | Mattia Venucci Camillo Bianchi Dario Mazzantini (30)      | Edoardo Tiberti (477)      |
| Sangiorgese        | Davide Roncari      | Francesco Toso     | 5 giocatori (30)                                          | Sebastiano Bianchi (358)   |
| Varese             | Gabriele Donati     | Marco Allegretti   | Matteo Tapparo (29)                                       | Wei Lun Zhao (435)         |
| Vigevano           | Paolo Piazza        | Filippo Rossi      | 4 giocatori (30)                                          | Lorenzo D'Alessandro (391) |

### Stagione regolare

#### Classifica
Aggiornata al 7 maggio 2023
|  | Pos. | Squadra                              | Pt | G  | V  | P  | PtF  | PtS  | Dif  | SD  |
|  | ---- | ------------------------------------ | -- | -- | -- | -- | ---- | ---- | ---- | --- |
|  | 1.   | Maurelli Group Libertas Livorno      | 50 | 30 | 25 | 5  | 2306 | 1962 | 344  |     |
|  | 2.   | Elachem Vigevano 1955                | 46 | 30 | 23 | 7  | 2375 | 2037 | 338  | +34 |
|  | 3.   | Unicusano Pielle Livorno             | 46 | 30 | 23 | 7  | 2339 | 2025 | 314  | -34 |
|  | 4.   | Fabo Herons Montecatini              | 42 | 30 | 21 | 9  | 2248 | 2045 | 203  |     |
|  | 5.   | 3G Electronics Legnano Knights       | 40 | 30 | 20 | 10 | 2351 | 2075 | 276  | +39 |
|  | 6.   | Solbat Piombino                      | 40 | 30 | 20 | 10 | 2495 | 2317 | 178  | -39 |
|  | 7.   | Paffoni Fulgor Omegna                | 34 | 30 | 17 | 13 | 2208 | 2134 | 74   |     |
|  | 8.   | Gema Montecatini                     | 28 | 30 | 14 | 16 | 2198 | 2268 | -70  | +8  |
|  | 9.   | Riso Scotti Pavia                    | 28 | 30 | 14 | 16 | 2163 | 2261 | -98  | -8  |
|  | 10.  | LTC Group Sangiorgese Basket         | 26 | 30 | 13 | 17 | 2052 | 2024 | 28   |     |
|  | 11.  | Mamy.eu Oleggio                      | 24 | 30 | 12 | 18 | 2201 | 2376 | -175 |     |
|  | 12.  | Esse Solar Gallarate                 | 22 | 30 | 11 | 19 | 2140 | 2252 | -112 | +26 |
|  | 13.  | Cipir College Basketball Borgomanero | 22 | 30 | 11 | 19 | 2315 | 2458 | -143 | -26 |
|  | 14.  | Junior Casale                        | 18 | 30 | 9  | 21 | 2027 | 2269 | -242 |     |
|  | 15.  | Campus Varese                        | 8  | 30 | 4  | 26 | 2240 | 2657 | -417 |     |
|  | 16.  | S.Bernardo Langhe Roero              | 6  | 30 | 3  | 27 | 1921 | 2419 | -498 |     |

Legenda:

      Qualificate ai Play Off
      Ammesse ai Play Out
      Retrocessa direttamente in Serie B Interregionale

## Girone B

### Squadre
| Squadra             | Stagione | Città           | Palazzetto                    | Stagione precedente                                           |
| ------------------- | -------- | --------------- | ----------------------------- | ------------------------------------------------------------- |
| Bergamo B. 2014     | ...      | Bergamo         | PalaAgnelli                   | 5º posto in Serie B Girone B                                  |
| Brianza Casa Bk.    | ...      | Bernareggio     | Palestra Comunale             | 16º posto in Serie B Girone B                                 |
| Orlandina           | ...      | Capo d'Orlando  | PalaFantozzi                  | 13º posto nel Girone Verde di Serie A2, retrocessa ai playout |
| Pall. Crema         | ...      | Crema           | Palazzetto Cremonesi          | 13º posto in Serie B Girone B                                 |
| Aurora Desio        | ...      | Desio           | PalaMoretto                   | 7º posto in Serie B Girone B                                  |
| Virtus Lumezzane    | ...      | Lumezzane       | PalaLumenergia                | 10º posto in Serie B Girone B                                 |
| Basket Mestre       | ...      | Mestre          | Palazzetto di Trivignano      | 4º posto in Serie B Girone B                                  |
| Falconstar Monf.    | ...      | Monfalcone      | PalaPaliaga                   | 8º posto in Serie B Girone B                                  |
| Pall. Orzinuovi     | ...      | Orzinuovi       | PalaBertocchi                 | 14º posto nel Girone Verde di Serie A2                        |
| UBP Petrarca Padova | ...      | Padova          | PalaBerta (Montegrotto Terme) | 1º posto in Serie C Gold Veneto, promossa ai playoff          |
| Virtus Padova       | ...      | Padova          | Palasport San Lazzaro         | 9º posto in Serie B Girone B                                  |
| Green B. Palermo    | ...      | Palermo         | PalaUditore                   | 1º posto in Serie C Gold Sicilia, promossa ai playoff         |
| Virtus Ragusa       | ...      | Ragusa          | PalaPadua                     | 4º posto in Serie B Girone D                                  |
| Viola R. Calabria   | dettagli | Reggio Calabria | PalaCalafiore                 | 7º posto in Serie B Girone D                                  |
| Rucker SanVe        | ...      | San Vendemiano  | PalaSaccon                    | 3º posto in Serie B Girone B                                  |
| Vicenza             | ...      | Vicenza         | Palasport Città di Vicenza    | 6º posto in Serie B Girone B                                  |

### Allenatori e primatisti
| Squadra         | Allenatore                                             | Capitano             | Cestista più presente                                        | Miglior marcatore         |
| --------------- | ------------------------------------------------------ | -------------------- | ------------------------------------------------------------ | ------------------------- |
| Bergamo         | Marco Albanesi (pre-stagione) Gabriele Robson Ghirelli | Alexander Simoncelli | Salvatore Genovese Luca Manenti Matteo Cagliani (29)         | Salvatore Genovese (418)  |
| Brianza         | Nazareno Lombardi                                      | Davide Todeschini    | 5 giocatori (30)                                             | Fabio Bugatti (523)       |
| Capo d'Orlando  | David Sussi (1ª-4ª) Rodolfo Robustelli (5ª-)           | Matteo Laganà        | 4 giocatori (30)                                             | Simone Vecerina (409)     |
| Crema           | Massimiliano Baldiraghi                                | Filippo Fazioli      | Filippo Fazioli Arsenije Stepanovic Alessandro Esposito (29) | Filippo Fazioli (451)     |
| Desio           | Edoardo Gallazzi                                       | Andrea Mazzoleni     | 4 giocatori (30)                                             | Giacomo Maspero (475)     |
| Lumezzane       | Fabio Saputo                                           | Massimiliano Fossati | 4 giocatori (30)                                             | Daniele Mastrangelo (388) |
| Mestre          | Cesare Ciocca                                          | Andrea Mazzucchelli  | 4 giocatori (29)                                             | Alberto Conti (531)       |
| Monfalcone      | Matteo Praticò                                         | Devil Medizza        | Massimo Rezzano (30)                                         | Roberto Prandin (397)     |
| Orzinuovi       | Marco Calvani                                          | Giovanni Gasparin    | 4 giocatori (30)                                             | Ennio Leonzio (369)       |
| Unione Padova   | Fabio Volpato                                          | Matteo Coppo         | 5 giocatori (30)                                             | Ivan Morgillo (481)       |
| Virtus Padova   | Riccardo De Nicolao                                    | Federico Schiavon    | 8 giocatori (30)                                             | Michele Ferrari (444)     |
| Palermo         | Marco Verderosa                                        | Giuseppe Lombardo    | 4 giocatori (29)                                             | Jona Di Giuliomaria (312) |
| Ragusa          | Antonio Bocchino                                       | Andrea Sorrentino    | Matteo Zanetti (29)                                          | Franco Gaetano (395)      |
| Reggio Calabria | Domenico Maria Bolignano                               | Amar Balic           | Stefano Spizzichini Federico Bischetti (29)                  | Davide Marchini (418)     |
| San Vendemiano  | Marco Mian                                             | Jacopo Vedovato      | Jacopo Vedovato Matteo Nicoli (30)                           | Damir Hadžić (321)        |
| Vicenza         | Manuel Cilio                                           | Stefano Cernivani    | Valerio Cucchiaro Luca Brambilla Riccardo Bassi (30)         | Valerio Cucchiaro (370)   |

### Stagione regolare

#### Classifica
Aggiornata al 7 maggio 2023
|  | Pos. | Squadra                             | Pt | G  | V  | P  | PtF  | PtS  | Dif  | SD  |
|  | ---- | ----------------------------------- | -- | -- | -- | -- | ---- | ---- | ---- | --- |
|  | 1.   | Agribertocchi Orzinuovi             | 50 | 30 | 25 | 5  | 2227 | 1909 | 318  |     |
|  | 2.   | Gemini Mestre                       | 48 | 30 | 24 | 6  | 2327 | 2029 | 298  |     |
|  | 3.   | Rucker San Vendemiano               | 38 | 30 | 19 | 11 | 2254 | 2146 | 108  |     |
|  | 4.   | Rimadesio Desio                     | 36 | 30 | 18 | 12 | 2350 | 2172 | 178  | 3-1 |
|  | 5.   | Lissone Interni Brianza Casa Basket | 36 | 30 | 18 | 12 | 2400 | 2243 | 157  | 2-2 |
|  | 6.   | Antenore Energia Virtus Padova      | 36 | 30 | 18 | 12 | 2284 | 2222 | 62   | 1-3 |
|  | 7.   | LuxArm Lumezzane                    | 34 | 30 | 17 | 13 | 2171 | 2093 | 78   |     |
|  | 8.   | UBP Petrarca Padova                 | 30 | 30 | 15 | 15 | 2194 | 2252 | -58  |     |
|  | 9.   | Logiman Pall. Crema                 | 28 | 30 | 14 | 16 | 2175 | 2210 | -35  | +43 |
|  | 10.  | Civitus Allianz Vicenza             | 28 | 30 | 14 | 16 | 2123 | 2197 | -74  | -43 |
|  | 11.  | Pontoni Monfalcone                  | 26 | 30 | 13 | 17 | 2198 | 2242 | -44  | +27 |
|  | 12.  | Infodrive Capo d'Orlando            | 26 | 30 | 13 | 17 | 2299 | 2334 | -35  | -27 |
|  | 13.  | Virtus Ragusa                       | 24 | 30 | 12 | 18 | 2301 | 2383 | -82  |     |
|  | 14.  | Bergamo Basket 2014                 | 20 | 30 | 10 | 20 | 2221 | 2374 | -153 |     |
|  | 15.  | Pallacanestro Viola Reggio Calabria | 12 | 30 | 6  | 24 | 2180 | 2494 | -314 |     |
|  | 16.  | Green Basket Palermo                | 8  | 30 | 4  | 26 | 2016 | 2420 | -404 |     |

Legenda:

      Qualificate ai Play Off
      Ammesse ai Play Out
      Retrocessa direttamente in Serie B Interregionale
  Vincitrice della Supercoppa LNP di Serie B 2022

## Girone C

### Squadre
| Squadra               | Stagione | Città              | Palazzetto                  | Stagione precedente                                          |
| --------------------- | -------- | ------------------ | --------------------------- | ------------------------------------------------------------ |
| Campetto Ancona       | ...      | Ancona             | PalaRossini                 | 5º posto in Serie B Girone C                                 |
| Tigers Romagna        | ...      | Cervia             | Palazzetto                  | 12º posto in Serie B Girone C                                |
| USE Empoli            | ...      | Empoli             | Palestra Lazzeri            | 12º posto in Serie B Girone A                                |
| Janus Fabriano        | ...      | Fabriano           | PalaChemiba (Cerreto d'Esi) | 14º posto in Serie A2 Girone Rosso                           |
| Raggisolaris Faenza   | ...      | Faenza             | PalaCattani                 | 7º posto in Serie B Girone C                                 |
| Pall. Fiorenzuola     | ...      | Fiorenzuola d'Arda | PalaMagni                   | 9º posto in Serie B Girone B                                 |
| Pall. Firenze         | ...      | Firenze            | PalaCoverciano              | ...                                                          |
| A. Costa Imola        | ...      | Imola              | PalaRuggi                   | 8º posto in Serie B Girone C                                 |
| Virtus Imola          | ...      | Imola              | PalaRuggi                   | 1º posto in Serie C Gold Emilia-Romagna, promossa ai playoff |
| Jesi Academy          | ...      | Jesi               | PalaTriccoli                | 13º posto in Serie B Girone C                                |
| Vigor Matelica        | ...      | Matelica           | Palasport comunale          | 2º posto in Serie C Gold Marche, promossa ai playoff         |
| Flying Ozzano         | ...      | Ozzano dell'Emilia | Palazzetto dello Sport      | 9º posto in Serie B Girone C                                 |
| Bakery Piacenza       | dettagli | Piacenza           | PalaFranzanti               | 12º posto in Serie A2 Girone Verde                           |
| Real Sebastiani Rieti | dettagli | Rieti              | PalaSojourner               | 2º posto in Serie B Girone C                                 |
| Etrusca S. Miniato    | ...      | San Miniato        | Pala Crédit Agricole Italia | 1º posto in Serie B Girone A                                 |
| Pall. Senigallia      | ...      | Senigallia         | Palazzetto                  | 6º posto in Serie B Girone C                                 |

### Allenatori e primatisti
| Squadra            | Allenatore                                         | Capitano             | Cestista più presente                                   | Miglior marcatore          |
| ------------------ | -------------------------------------------------- | -------------------- | ------------------------------------------------------- | -------------------------- |
| Ancona             | Piero Coen                                         | Lorenzo Panzini      | 4 giocatore (28)                                        | Leonardo Ciribeni (406)    |
| Cesena             | Massimiliano Domizioli (1ª-4ª) Augusto Conti (5ª-) | Antonio Brighi       | Jonas Bracci (28)                                       | Antonio Brighi (298)       |
| Empoli             | Luca Valentino                                     | Daniele Sesoldi      | Andrea Casella Alessandro Antonini Daniele Sesoldi (28) | Andrea Casella (469)       |
| Fabriano           | Daniele Aniello                                    | Francesco Papa       | Nicolas Stanic Simone Centanni Gianmarco Gulini (28)    | Nicolas Stanic (441)       |
| Faenza             | Luigi Garelli                                      | Marco Petrucci       | 5 giocatori (28)                                        | Simone Aromando (465)      |
| Fiorenzuola        | Gianluigi Galetti                                  | Riccardo Pederzini   | Federico Ricci Noah Giacché Alessio Re (28)             | Jacopo Preti (382)         |
| Firenze            | Luigi Gresta                                       | ...                  | ...                                                     | ...                        |
| Andrea Costa Imola | Federico Grandi                                    | Nunzio Corcelli      | 4 giocatori (28)                                        | Alex Ranuzzi (366)         |
| Virtus Imola       | Marco Regazzi                                      | Jacopo Aglio         | 4 giocatori (28)                                        | Luca Galassi (438)         |
| Jesi               | Marcello Ghizzinardi                               | Massimiliano Ferraro | 5 giocatori (28)                                        | Roberto Marulli (411)      |
| Matelica           | Lorenzo Cecchini                                   | Matteo Caroli        | 6 giocatori (28)                                        | Antonio Gallo (347)        |
| Ozzano             | Giuliano Loperfido                                 | Matteo Folli         | 6 giocatori (28)                                        | Dimitri Klyuchnyk (454)    |
| Piacenza           | Marco Del Re                                       | Alessandro Cecchetti | 4 giocatori (28)                                        | Alessandro Cecchetti (413) |
| Rieti              | Sandro Dell'Agnello                                | Alessandro Piazza    | Alessandro Ceparano Lorenzo Piccin (27)                 | Riccardo Chinellato (376)  |
| San Miniato        | Alessio Marchini                                   | Stefano Capozio      | 4 giocatori (28)                                        | Niccolò Venturoli (418)    |
| Senigallia         | Paolo Filippetti                                   | Marco Giacomini      | 4 giocatori (28)                                        | Marco Giacomini (328)      |

### Stagione regolare

#### Classifica
Aggiornata al 7 maggio 2023
|  | Pos. | Squadra                     | Pt      | G       | V       | P       | PtF     | PtS     | Dif     | SD      |  |
|  | 1.   | Real Sebastiani Rieti       | 50      | 28      | 25      | 3       | 2279    | 1948    | 331     |         |  |
|  | 2.   | Blacks Faenza               | 46      | 28      | 23      | 5       | 2307    | 2024    | 283     |         |  |
|  | 3.   | Ristopro Fabriano           | 38      | 28      | 19      | 9       | 2229    | 2071    | 158     |         |  |
|  | 4.   | Sinermatic Ozzano           | 34      | 28      | 17      | 11      | 2278    | 2188    | 90      | +14     |  |
|  | 5.   | General Contractor Jesi     | 34      | 28      | 17      | 11      | 2191    | 2109    | 82      | -14     |  |
|  | 6.   | Bakery Basket Piacenza      | 32      | 28      | 16      | 12      | 2021    | 2009    | 12      |         |  |
|  | 7.   | Virtus Imola                | 30      | 28      | 15      | 13      | 2144    | 2104    | 40      |         |  |
|  | 8.   | Andrea Costa Imola Basket   | 28      | 28      | 14      | 14      | 1919    | 1947    | -28     | 3-1     |  |
|  | 9.   | Pall. Fiorenzuola 1972      | 28      | 28      | 14      | 14      | 2250    | 2235    | 15      | 2-2     |  |
|  | 10.  | Luciana Mosconi Ancona      | 28      | 28      | 14      | 14      | 2242    | 2265    | -23     | 1-3     |  |
|  | 11.  | Pall. Goldengas Senigallia  | 26      | 28      | 13      | 15      | 2067    | 2132    | -65     |         |  |
|  | 12.  | Halley Informatica Matelica | 16      | 28      | 8       | 20      | 1953    | 2105    | -152    |         |  |
|  | 13.  | USE Computer Gross Empoli   | 12      | 28      | 6       | 22      | 1841    | 2122    | -281    | +11     |  |
|  | 14.  | La Patrie San Miniato       | 12      | 28      | 6       | 22      | 1913    | 2031    | -118    | -11     |  |
|  | 15.  | Tigers Romagna              | 6       | 28      | 3       | 25      | 1882    | 2226    | -344    |         |  |
|  | 16.  | Pall. Firenze               | Esclusa | Esclusa | Esclusa | Esclusa | Esclusa | Esclusa | Esclusa | Esclusa |  |

      Qualificate ai Play Off
      Ammesse ai Play Out
      Retrocessa direttamente in Serie B Interregionale
Note:
La Pallacanestro Firenze viene esclusa dal campionato il 12 gennaio 2023, tutte le gare disputate vengono annullate, così come vittorie e sconfitte.

## Girone D

### Squadre
| Squadra             | Stagione | Città                | Palazzetto              | Stagione precedente                                             |
| ------------------- | -------- | -------------------- | ----------------------- | --------------------------------------------------------------- |
| Del Fes Avellino    | dettagli | Avellino             | PalaDelMauro            | 12º posto in Serie B Girone D                                   |
| Lions Bisceglie     | ...      | Bisceglie            | PalaDolmen              | 3º posto in Serie B Girone D                                    |
| Juvecaserta         | ...      | Caserta              | ...                     | 1º posto in Serie C Gold Campania Girone A, promossa ai playoff |
| Virtus Cassino      | ...      | Cassino              | PalaVirtus              | 13º posto in Serie B Girone D                                   |
| Basket Corato       | ...      | Corato               | ...                     | 1º posto in Serie C Gold Puglia, promossa ai playoff            |
| ANB Monopoli        | ...      | Monopoli             | Palestra Melvin Jones   | 14º posto in Serie B Girone D                                   |
| Pescara Basket      | ...      | Pescara              | PalaElettra             | 1º posto in Serie C Gold Marche, promossa ai playoff            |
| Virtus Pozzuoli     | ...      | Pozzuoli             | PalaErrico              | 11º posto in Serie B Girone D                                   |
| LUISS Roma          | ...      | Roma                 | ...                     | 11º posto in Serie B Girone C                                   |
| Pall. Roseto        | ...      | Roseto degli Abruzzi | PalaMaggetti            | 1º posto in Serie B Girone C                                    |
| Ruvo di Puglia      | ...      | Ruvo di Puglia       | PalaColombo             | 2º posto in Serie B Girone D                                    |
| Pol. Sala Consilina | ...      | Sala Consilina       | ...                     | 1º posto in Serie C Gold Campania, promossa ai playoff          |
| Virtus Salerno      | ...      | Salerno              | Palasport Carmine Longo | 5º posto in Serie B Girone D                                    |
| PSA                 | ...      | Sant'Antimo          | Centro sportivo         | 9º posto in Serie B Girone D                                    |
| CUS Jonico Taranto  | ...      | Taranto              | Palafiom                | 6º posto in Serie B Girone D                                    |
| Teramo a Spicchi    | ...      | Teramo               | PalaScapriano           | 10º posto in Serie B Girone C                                   |

### Allenatori e primatisti
| Squadra        | Allenatore                                               | Capitano | Cestista più presente | Miglior marcatore |
| -------------- | -------------------------------------------------------- | -------- | --------------------- | ----------------- |
| Avellino       | Giovanni Benedetto                                       |          |                       |                   |
| Bisceglie      | Luciano Nunzi                                            |          |                       |                   |
| Caserta        | Sergio Luise                                             |          |                       |                   |
| Cassino        | Roberto Russo                                            |          |                       |                   |
| Corato         | Marco Verile                                             |          |                       |                   |
| Monopoli       | Giorgio Salvemini(1ª-?ª) Massimo Friso (?ª-)             |          |                       |                   |
| Pescara        | Stefano Cova                                             |          |                       |                   |
| Pozzuoli       | Valerio Spinelli                                         |          |                       |                   |
| Roma           | Andrea Paccariè                                          |          |                       |                   |
| Roseto         | Danilo Quaglia                                           |          |                       |                   |
| Ruvo di Puglia | Federico Campanella                                      |          |                       |                   |
| Sala Consilina | Antonio Paternoster                                      |          |                       |                   |
| Salerno        | Giampaolo Di Lorenzo(1ª-9ª) Francesco Ponticiello (10ª-) |          |                       |                   |
| Sant'Antimo    | Marco Gandini                                            |          |                       |                   |
| Taranto        | Davide Olive                                             |          |                       |                   |
| Teramo         | Andrea Gabrielli                                         |          |                       |                   |

### Stagione regolare

#### Classifica
Aggiornata al 7 maggio 2023
|  | Pos. | Squadra                       | Pt | G  | V  | P  | PtF  | PtS  | Dif  | SD  |
|  | ---- | ----------------------------- | -- | -- | -- | -- | ---- | ---- | ---- | --- |
|  | 1.   | LUISS Roma                    | 50 | 30 | 25 | 5  | 2498 | 2215 | 283  |     |
|  | 2.   | Liofilchem Roseto             | 48 | 30 | 24 | 6  | 2381 | 1971 | 410  |     |
|  | 3.   | Tecnoswitch Ruvo di Puglia    | 46 | 30 | 23 | 7  | 2189 | 1904 | 285  |     |
|  | 4.   | Geko PSA Sant'Antimo          | 40 | 30 | 20 | 10 | 2331 | 2161 | 170  | +13 |
|  | 5.   | Ble Decò Juvecaserta          | 40 | 30 | 20 | 10 | 2434 | 2293 | 141  | -13 |
|  | 6.   | BPC Virtus Cassino            | 38 | 30 | 19 | 11 | 2344 | 2214 | 130  |     |
|  | 7.   | Lions Basket Bisceglie        | 36 | 30 | 18 | 12 | 2289 | 2303 | -14  |     |
|  | 8.   | IVPC Del Fes Avellino         | 32 | 30 | 16 | 14 | 2197 | 2094 | 103  |     |
|  | 9.   | CJ Basket Taranto             | 30 | 30 | 15 | 15 | 2206 | 2162 | 44   |     |
|  | 10.  | Lars Virtus Arechi Salerno    | 28 | 30 | 14 | 16 | 2225 | 2230 | -5   |     |
|  | 11.  | Diesel Tecnica Sala Consilina | 26 | 30 | 13 | 17 | 2072 | 2110 | -38  |     |
|  | 12.  | Teramo a Spicchi 2k20         | 22 | 30 | 11 | 19 | 2152 | 2155 | -3   |     |
|  | 13.  | White Wise Basket Monopoli    | 18 | 30 | 9  | 21 | 2206 | 2347 | -141 |     |
|  | 14.  | Adriatica Industriale Corato  | 14 | 30 | 7  | 23 | 2093 | 2386 | -293 |     |
|  | 15.  | Pescara BK 2.0                | 8  | 30 | 4  | 26 | 1753 | 2290 | -537 |     |
|  | 16.  | Bava Pozzuoli                 | 4  | 30 | 2  | 28 | 1949 | 2484 | -535 |     |

Legenda:

      Qualificate ai Play Off
      Ammesse ai Play Out
      Retrocessa direttamente in Serie B Interregionale

## Post Season

### Playoff
Le prime quattro classificate di ogni girone disputano due turni di play off, le fasi sono al meglio delle cinque gare: si qualifica la squadra vincente del tabellone. L'ordine delle partite è: gara-1, gara-2 ed eventuale gara-5 in casa della meglio classificata; gara-3 ed eventuale gara-4 in casa della peggior classificata.

#### Tabellone 1
|  | Semifinali | Semifinali            | Semifinali     | Semifinali     | Semifinali | Semifinali | Semifinali |  |  | Finale                | Finale                | Finale                | Finale | Finale | Finale | Finale |  |
|  |            |                       |                |                |            |            |            |  |  |                       |                       |                       |        |        |        |        |  |
|  | 1A         | Libertas Livorno 1947 | 71             | 89             | 71         | 80         | 74         |  |  |                       |                       |                       |        |        |        |        |  |
|  | 4B         | Aurora Desio          | 86             | 57             | 85         | 59         | 63         |  |  | Libertas Livorno 1947 | Libertas Livorno 1947 | Libertas Livorno 1947 | 62     | 82     | 70     | 57     |  |
|  | 2A         | Pall. Vigevano        | Pall. Vigevano | Pall. Vigevano | 67         | 79         | 88         |  |  | Pall. Vigevano        | Pall. Vigevano        | Pall. Vigevano        | 78     | 70     | 86     | 74     |  |
|  | 3B         | Rucker SanVe          | Rucker SanVe   | Rucker SanVe   | 49         | 57         | 75         |  |  |                       |                       |                       |        |        |        |        |  |

#### Tabellone 2
|  | Semifinali | Semifinali         | Semifinali         | Semifinali         | Semifinali | Semifinali | Semifinali |  |  | Finale          | Finale          | Finale          | Finale | Finale | Finale | Finale |  |
|  |            |                    |                    |                    |            |            |            |  |  |                 |                 |                 |        |        |        |        |  |
|  | 1B         | Pall. Orzinuovi    | Pall. Orzinuovi    | Pall. Orzinuovi    | 67         | 73         | 86         |  |  |                 |                 |                 |        |        |        |        |  |
|  | 4A         | Herons Montecatini | Herons Montecatini | Herons Montecatini | 61         | 59         | 76         |  |  | Pall. Orzinuovi | Pall. Orzinuovi | Pall. Orzinuovi | 71     | 65     | 71     | 73     |  |
|  | 2B         | Basket Mestre      | Basket Mestre      | 70                 | 75         | 74         | 80         |  |  | Basket Mestre   | Basket Mestre   | Basket Mestre   | 53     | 57     | 73     | 71     |  |
|  | 3A         | Pielle Livorno     | Pielle Livorno     | 62                 | 63         | 76         | 71         |  |  |                 |                 |                 |        |        |        |        |  |

#### Tabellone 3
|  | Semifinali | Semifinali            | Semifinali            | Semifinali            | Semifinali | Semifinali | Semifinali |  |  | Finale                | Finale                | Finale                | Finale | Finale | Finale | Finale |  |
|  |            |                       |                       |                       |            |            |            |  |  |                       |                       |                       |        |        |        |        |  |
|  | 1C         | Real Sebastiani Rieti | Real Sebastiani Rieti | Real Sebastiani Rieti | 89         | 81         | 76         |  |  |                       |                       |                       |        |        |        |        |  |
|  | 4D         | PSA                   | PSA                   | PSA                   | 65         | 70         | 68         |  |  | Real Sebastiani Rieti | Real Sebastiani Rieti | Real Sebastiani Rieti | 68     | 71     | 76     | 70     |  |
|  | 2C         | Raggisolaris Faenza   | Raggisolaris Faenza   | Raggisolaris Faenza   | 77         | 79         | 75         |  |  | Raggisolaris Faenza   | Raggisolaris Faenza   | Raggisolaris Faenza   | 72     | 68     | 66     | 68     |  |
|  | 3D         | Ruvo di Puglia        | Ruvo di Puglia        | Ruvo di Puglia        | 73         | 59         | 68         |  |  |                       |                       |                       |        |        |        |        |  |

#### Tabellone 4
|  | Semifinali | Semifinali     | Semifinali     | Semifinali | Semifinali | Semifinali | Semifinali |  |  | Finale         | Finale         | Finale | Finale | Finale | Finale | Finale |  |
|  |            |                |                |            |            |            |            |  |  |                |                |        |        |        |        |        |  |
|  | 1D         | LUISS Roma     | LUISS Roma     | 81         | 83         | 59         | 92         |  |  |                |                |        |        |        |        |        |  |
|  | 4C         | Flying Ozzano  | Flying Ozzano  | 71         | 72         | 74         | 76         |  |  | LUISS Roma     | LUISS Roma     | 79     | 73     | 72     | 81     | 71     |  |
|  | 2D         | Pall. Roseto   | Pall. Roseto   | 76         | 83         | 86         | 58         |  |  | Janus Fabriano | Janus Fabriano | 76     | 77     | 77     | 71     | 69     |  |
|  | 3C         | Janus Fabriano | Janus Fabriano | 77         | 92         | 80         | 70         |  |  |                |                |        |        |        |        |        |  |

### Fase finale
Le 4 vincenti di ogni tabellone si sfidano in campo neutro, in turni da 3 giornate. Il campo neutro sarà la Giuseppe Bondi Arena di Ferrara. 

#### Classifica
|  | Pos. | Squadra                 | Pt | G | V | P | PtF | PtS | Diff. |
|  | ---- | ----------------------- | -- | - | - | - | --- | --- | ----- |
|  | 1.   | LUISS Roma              | 4  | 3 | 2 | 1 | 241 | 230 | 11    |
|  | 2.   | Elachem Vigevano 1955   | 4  | 3 | 2 | 1 | 235 | 225 | 10    |
|  | 3.   | Agribertocchi Orzinuovi | 4  | 3 | 2 | 1 | 227 | 218 | 9     |
|  | 4.   | Real Sebastiani Rieti   | 0  | 3 | 0 | 3 | 196 | 226 | -30   |

Legenda:

      Promossa in Serie A2 2023-2024
Rieti compra il posto in A2 del Mantova.

#### Calendario
|         | 1ª giornata                                     |       |
|         |                                                 |       |
| 16 giu. | Elachem Vigevano 1955 - Agribertocchi Orzinuovi | 76-64 |
| 16 giu. | Real Sebastiani Rieti - LUISS Roma              | 65-69 |

|         | 2ª giornata                                     |                  |
|         |                                                 |                  |
| 17 giu. | Elachem Vigevano 1955 - LUISS Roma              | 86-94 (d.1 t.s.) |
| 17 giu. | Agribertocchi Orzinuovi - Real Sebastiani Rieti | 84-64            |

|         | 3ª giornata                                   |       |
|         |                                               |       |
| 18 giu. | Elachem Vigevano 1955 - Real Sebastiani Rieti | 73-67 |
| 18 giu. | LUISS Roma - Agribertocchi Orzinuovi          | 78-79 |

|         | 1ª giornata                                     |       |
|         |                                                 |       |
| 16 giu. | Elachem Vigevano 1955 - Agribertocchi Orzinuovi | 76-64 |
| 16 giu. | Real Sebastiani Rieti - LUISS Roma              | 65-69 |

|         | 2ª giornata                                     |                  |
|         |                                                 |                  |
| 17 giu. | Elachem Vigevano 1955 - LUISS Roma              | 86-94 (d.1 t.s.) |
| 17 giu. | Agribertocchi Orzinuovi - Real Sebastiani Rieti | 84-64            |

|         | 3ª giornata                                   |       |
|         |                                               |       |
| 18 giu. | Elachem Vigevano 1955 - Real Sebastiani Rieti | 73-67 |
| 18 giu. | LUISS Roma - Agribertocchi Orzinuovi          | 78-79 |

### Playout
Turno unico al meglio delle 5 gare, ogni girone ha il proprio tabellone e vede sfidarsi le squadre dalla 5º alla 12º classificata. 
Le vincitrici mantengono la categoria mentre le perdenti retrocedono in Serie B Interregionale. 

#### Girone A
| Pos.      | Squadra 1         | Tot. | Squadra 2          | Gara 1 | Gara 2 | Gara 3 | Gara 4 | Gara 5 |
| --------- | ----------------- | ---- | ------------------ | ------ | ------ | ------ | ------ | ------ |
| 5ª vs 12ª | Legnano Basket    | 3-1  | B. Gallarate       | 86-82  | 89-76  | 49-79  | 62-51  |        |
| 6ª vs 11ª | Golfo Piombino    | 3-2  | Oleggio Basket     | 66-68  | 73-69  | 92-86  | 73-81  | 88-82  |
| 7ª vs 10ª | Fulgor Omegna     | 3-1  | Sangiorgese Basket | 83-72  | 82-70  | 63-83  | 74-66  |        |
| 8ª vs 9ª  | Pall. Montecatini | 3-1  | Omnia Pavia        | 93-98  | 76-71  | 92-72  | 94-79  |        |

#### Girone B
| Pos.      | Squadra 1           | Tot. | Squadra 2        | Gara 1 | Gara 2 | Gara 3 | Gara 4 | Gara 5 |
| --------- | ------------------- | ---- | ---------------- | ------ | ------ | ------ | ------ | ------ |
| 5ª vs 12ª | Brianza Casa Bk.    | 3-0  | Orlandina        | 87-74  | 82-72  | 78-64  |        |        |
| 6ª vs 11ª | Virtus Padova       | 3-2  | Falconstar Monf. | 77-81  | 75-56  | 65-69  | 70-63  | 83-62  |
| 7ª vs 10ª | Virtus Lumezzane    | 1-3  | Vicenza          | 60-65  | 83-61  | 76-81  | 60-70  |        |
| 8ª vs 9ª  | UBP Petrarca Padova | 0-3  | Pall. Crema      | 76-77  | 75-91  | 85-93  |        |        |

#### Girone C
| Pos.      | Squadra 1       | Tot. | Squadra 2         | Gara 1 | Gara 2 | Gara 3 | Gara 4 | Gara 5 |
| --------- | --------------- | ---- | ----------------- | ------ | ------ | ------ | ------ | ------ |
| 5ª vs 12ª | Jesi Academy    | 3-1  | Vigor Matelica    | 72-73  | 86-70  | 91-86  | 85-78  |        |
| 6ª vs 11ª | Bakery Piacenza | 3-1  | Pall. Senigallia  | 74-67  | 71-68  | 69-73  | 67-61  |        |
| 7ª vs 10ª | Virtus Imola    | 3-2  | Campetto Ancona   | 83-68  | 56-70  | 83-88  | 77-76  | 94-89  |
| 8ª vs 9ª  | A. Costa Imola  | 0-3  | Pall. Fiorenzuola | 59-73  | 53-59  | 54-70  |        |        |

#### Girone D
| Pos.      | Squadra 1        | Tot. | Squadra 2           | Gara 1 | Gara 2 | Gara 3 | Gara 4 | Gara 5 |
| --------- | ---------------- | ---- | ------------------- | ------ | ------ | ------ | ------ | ------ |
| 5ª vs 12ª | Juvecaserta      | 3-2  | Teramo a Spicchi    | 83-42  | 91-82  | 65-73  | 66-72  | 83-65  |
| 6ª vs 11ª | Virtus Cassino   | 3-1  | Pol. Sala Consilina | 78-74  | 61-70  | 78-59  | 69-67  |        |
| 7ª vs 10ª | Lions Bisceglie  | 3-0  | Virtus Salerno      | 69-65  | 80-70  | 71-69  |        |        |
| 8ª vs 9ª  | Del Fes Avellino | 3-0  | CUS Jonico Taranto  | 77-73  | 78-76  | 84-62  |        |        |

## Verdetti

### Squadre promosse
- Promozioni in Serie A2:

Elachem Vigevano 1955: Alberto Benites, Nicolò Tagliavini, Stefano Laudoni, Jacopo Mercante, Edoardo Pisati, Lorenzo D'Alessandro, Kristofers Strautmanis, Giovanni Ragagnin, Alessandro Nicola, Giorgio Broglia, Francesco Spaccasassi, Filippo Rossi, Michele Peroni. Allenatore: Paolo Piazza.
LUISS Roma: Riccardo Murri, Alessandro Perotti, Matija Jovovic, Andrea Zini, Giovanni Allodi, Matteo Fallucca, Marco Pasqualin, Domenico D'Argenzio, Giuseppe Invernizzi, Cesare Barbon, Matteo Converso, Davide Tolino, Giorgio Di Bonaventura, Marco Legnini. Allenatore: Andrea Paccariè.

### Altri verdetti
- Retrocessioni (da stagione regolare): Langhe Roero, Green B. Palermo, Virtus Pozzuoli, Campus Varese, Pescara Basket, Viola R. Calabria, Tigers Romagna, Junior Casale, Bergamo B. 2014, Virtus Ragusa, USE Empoli, Etrusca S. Miniato, Basket Corato, ANB Monopoli, College Borgomanero
- Retrocessioni (da play-out): Sangiorgese Basket, Omnia Pavia, Orlandina, Virtus Lumezzane, Unione Basket Padova, Vigor Matelica, Pall. Senigallia, Pol. Sala Consilina, Virtus Salerno, CUS Jonico Taranto, B. Gallaratese, Oleggio Basket, Falconstar Monfalcone, A. Costa Imola, Teramo a Spicchi, Campetto Ancona
- Abbandoni: Pall. Firenze
- Coppa Italia Serie B: Pall. Orzinuovi
- Supercoppa Serie B: Pall. Orzinuovi